# Lynique Beneke
Lynique Beneke (* 30. März 1991 in Springs als Lynique Prinsloo) ist eine südafrikanische Weitspringerin. 

## Sportliche Laufbahn
Erste internationale Erfahrungen sammelte Lynique Beneke bei den Afrikameisterschaften 2012 in Porto-Novo, bei denen sie die Bronzemedaille mit 6,22 m hinter der Nigerianerin Blessing Okagbare-Ighoteguonor und ihrer Landsfrau Janice Josephs gewann. Ein Jahr später steigerte sie ihre Bestleistung auf 6,81 m und qualifizierte sich damit für die Weltmeisterschaften in Moskau, bei denen sie mit 6,17 m in der Qualifikation ausschied. Zwei Jahre später nahm sie an den Afrikaspielen in Brazzaville teil und erreichte dort mit 6,13 m den fünften Platz. Auch bei den Afrikameisterschaften 2016 im südafrikanischen Durban belegte sie mit 6,20 m den fünften Platz. Bei den Olympischen Spielen in Rio de Janeiro schied sie hingegen mit 6,10 m als 33. der Qualifikation aus. 2017 nahm sie an der Sommer-Universiade in Taipeh teil und belegte dort im Finale mit 6,21 m den sechsten Rang. Im Jahr darauf gewann sie bei den Afrikameisterschaften in Asaba mit 6,38 m die Bronzemedaille hinter der Nigerianerin Ese Brume und Marthe Koala aus Burkina Faso.
2019 nahm sie erneut an den Afrikaspielen in Rabat teil und gewann dort mit einer Weite von 6,30 m die Bronzemedaille hinter der Nigerianerin Ese Brume und Deborah Acquah aus Ghana. Zudem kam sie in der südafrikanischen 4-mal-100-Meter-Staffel im Vorlauf zum Einsatz und erhielt somit auch eine Silbermedaille.
Von 2013 bis 2019 wurde Beneke südafrikanische Meisterin im Weitsprung. Sie absolvierte ein Studium an der Universität Johannesburg.